# Limonium milleri
Limonium milleri är en triftväxtart som beskrevs av Ghaz. och John Richard Edmondson. Limonium milleri ingår i släktet rispar, och familjen triftväxter. Inga underarter finns listade i Catalogue of Life.